# Hermann Mebes

Hermann Mebes

Karl Friedrich Hermann Mebes (* 12. Oktober 1829 in Marienwerder; † 11. September 1899 in Straßburg) war über einen Zeitraum von 27 Jahren von 1872 bis 1899 Präsident der Reichseisenbahnen in Elsaß-Lothringen (EL).:56f

## Herkunft und Ausbildung
Hermann Mebes war das fünfte Kind des Gerichtspräsidenten August Mebes und seiner Frau Frederike, geborene Fiandt. Beide kamen aus Berlin. Bedingt durch eine Reihe von Versetzungen seines Vaters zog auch Hermann Mebes als Kind mehrfach um. Er studierte Rechtswissenschaft, legte das abschließende Examen aber erst 1857 mit 28 Jahren ab, da er wiederkehrend gesundheitliche Probleme hatte.:56

## Berufliche Entwicklung
Er schlug die Laufbahn als Richter ein und war Amtsrichter zunächst in Magdeburg, dann in Danzig. 1859 lernte er den preußischen Minister für Handel, Gewerbe und öffentliche Arbeiten, August von der Heydt, kennen, der ihm – das preußische Ministerium für Handel, Gewerbe und öffentliche Arbeiten war damals auch für die Eisenbahnen zuständig – eine Stelle in der Zentralverwaltung der Niederschlesisch-Märkischen Eisenbahn in Berlin vermittelte. Hermann Mebes war hier in den nächsten Jahren tätig – unterbrochen von einigen Monaten, die er im Ministerium für Handel, Gewerbe und öffentliche Arbeiten arbeitete.:56
Im Krieg von 1866 wurde er in das feindliche und besetzte Sachsen geschickt, um die dortigen Eisenbahnen für den Bedarf des preußischen Militärs zu ertüchtigen. Für seine im Sinne Preußens erfolgreiche Arbeit erhielt er den Roten Adlerorden. Nach dem Krieg kehrte er zunächst zur Niederschlesisch-Märkischen Eisenbahn zurück, wechselte aber schon im März 1867 an die Königliche Eisenbahndirektion Kassel, die kurz zuvor auf dem Gebiet des von Preußen annektierten Kurfürstentums Hessen gegründet wurde. Die Position hatte er aber nur ein halbes Jahr inne, bevor er wieder nach Berlin ins Ministerium für Handel, Gewerbe und öffentliche Arbeiten wechselte.:56

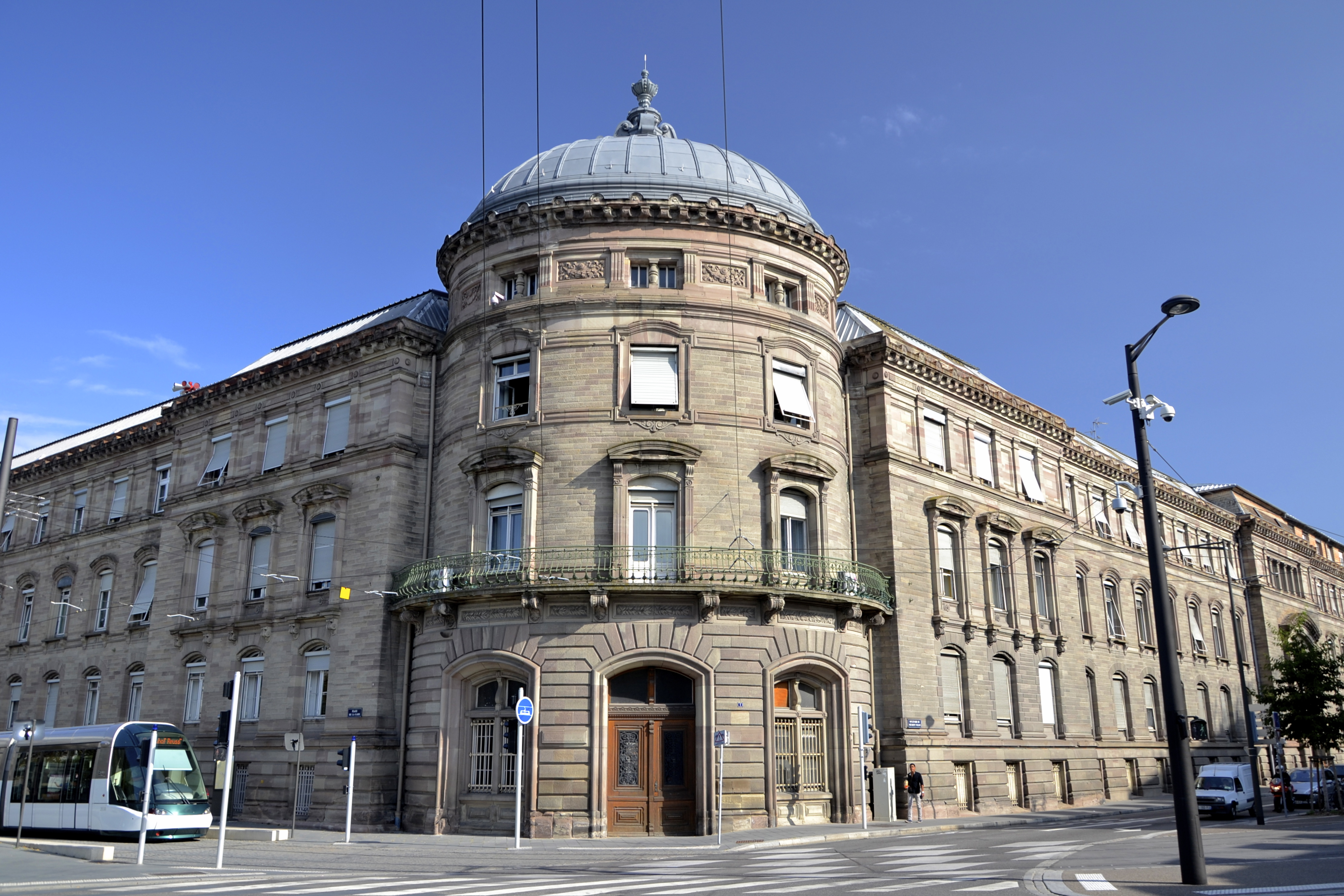
Dienstsitz in Straßburg: das Verwaltungsgebäude der Reichseisenbahnen in Elsaß-Lothringen

Am Ende des Deutsch-Französischen Kriegs war er als für eisenbahnfachliche Fragen zuständiges Mitglied der Kommission tätig, die erst in Brüssel, dann in Frankfurt am Main zunächst den Waffenstillstand und dann den Friedensvertrag mit Frankreich ausarbeitete. Mit diesem fiel auch Elsaß-Lothringen an das Deutsche Reich – zusammen mit dem größten Teil der dortigen Eisenbahnen. Hermann Mebes übernahm zunächst die vom Militär eingerichteten Eisenbahnbetriebskommissionen in Saarbrücken und Straßburg und wurde dann zum 1. Januar 1872 erster Präsident der Kaiserlichen Generaldirektion der Eisenbahnen in Elsaß-Lothringen, die mit kaiserlichem Dekret am 9. Dezember 1871 gegründet worden war:48, gibt den Text im Wortlaut wider, der Behörde, die nun die Reichseisenbahnen in Elsaß-Lothringen (EL) betrieb. Sie unterstand direkt dem Reichskanzleramt. Die Generaldirektion hatte eine kollegial organisierte Struktur und Mebes berief eine Reihe von Kollegen, die er in seiner Arbeit bei den Eisenbahnen kennen gelernt hatte, zu Direktoren der Generaldirektion. Diese war so von Anfang an preußisch geprägt.:56 Vier dieser Direktoren aus der Erstbesetzung wurden später Präsidenten preußischer Eisenbahndirektionen. Durch seine Kompetenz, gute Kontakte ins Kanzleramt und das preußische Ministerium gelang es Hermann Mebes, weitgehende Autonomie bei den Entscheidungen zu erlangen, so dass er Tarife, Infrastrukturausbau und Personalpolitik in hohem Maße nach den Interessen der EL ausrichten konnte.:57
In den 1890er Jahren litt er zunehmend an Herzbeschwerden. Den Vorschlag seiner Vorgesetzten, sich zur Ruhe zu setzen, lehnte er aber 1895 ab und feierte 1897 das 25-jährige Bestehen der Reichseisenbahnen in Elsaß-Lothringen. Zwei Jahre später gab er aber auf und ließ sich zum 1. Juli 1899 pensionieren. Nur wenige Monate später erlag er am 11. September 1899 seinem Herzleiden. Bestattet wurde er in Potsdam.:57

## Familie
Hermann Mebes war verheiratet und hatte zusammen mit seiner Frau Hedwig eine Tochter, Olga.:56